# Attheyella fuhrmanni
Attheyella fuhrmanni är en kräftdjursart som först beskrevs av Charles Henri Thiebaud 1914.  Attheyella fuhrmanni ingår i släktet Attheyella och familjen Canthocamptidae. Inga underarter finns listade i Catalogue of Life.